# Selce (powiat Krupina)
Selce – wieś (obec) na Słowacji położona w kraju bańskobystrzyckim, w powiecie Krupina. Pierwsze wzmianki o miejscowości pochodzą z roku 1303.
Według danych z dnia 31 grudnia 2012, wieś zamieszkiwało 105 osób, w tym 52 kobiety i 53 mężczyzn.
W 2001 roku pod względem narodowości i przynależności etnicznej miejscowość zamieszkiwali wyłącznie Słowacy.
Ze względu na wyznawaną religię w 2001 roku 99,15% mieszkańców było katolikami rzymskimi, a 0,85% ewangelikami.